# Edeltraud Engelhardt

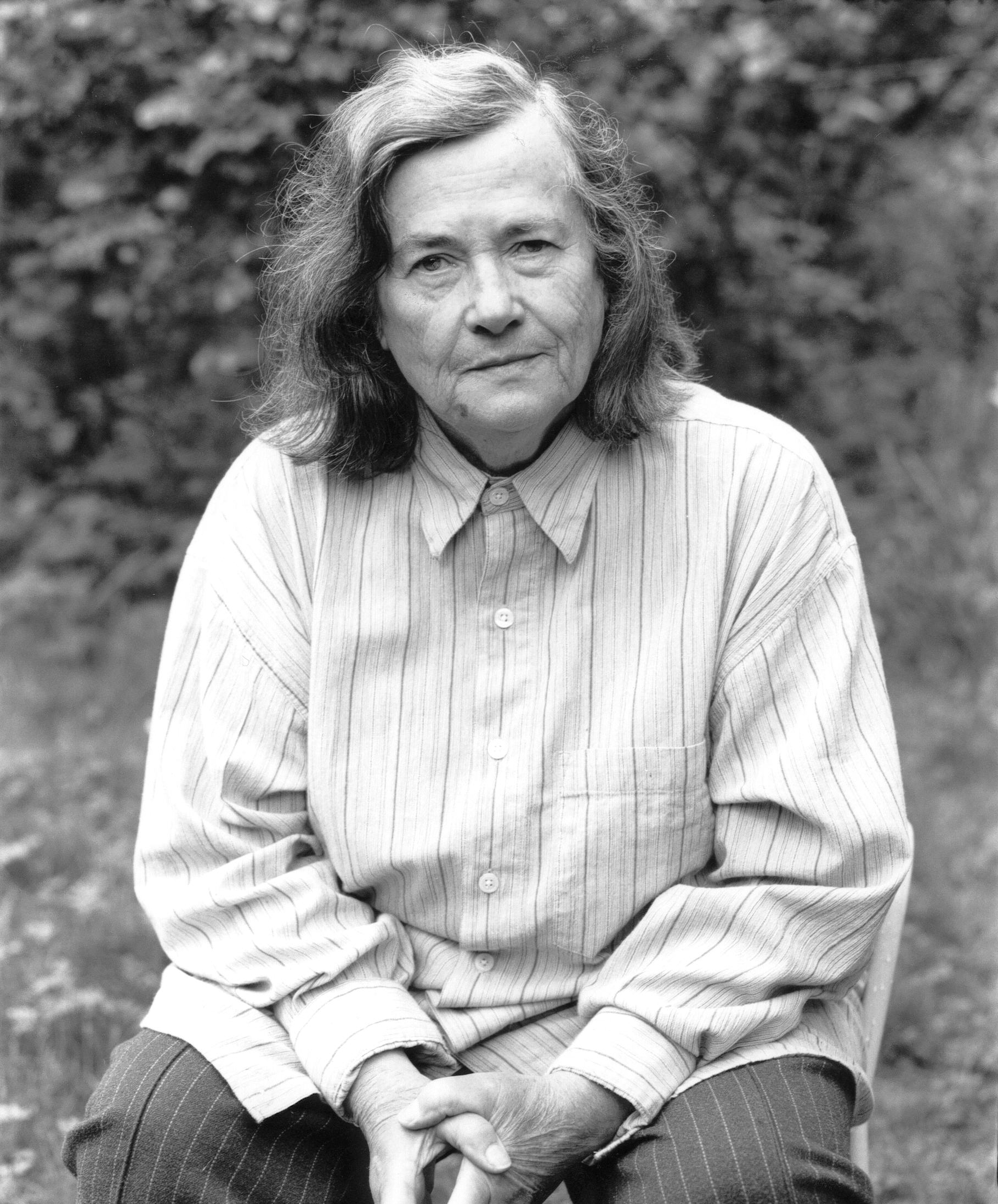
Edeltraud Engelhardt (1996)

Edeltraud Engelhardt (* 26. Mai 1917 in Halle; † 7. Mai 1999) war eine deutsche Scherenschnittkünstlerin und Regisseurin. Zwischen 1972 und 1985 drehte sie fünf Animations-Kurzfilme in Silhouettentechnik. Für alle ihre Filme schrieb sie die Drehbücher, führte Regie, stellte alle Bilder in Handarbeit selbst her, regelte die Beleuchtung, machte die Aufnahmen und spielte die Filmmusik ein. Engelhardts Filme basieren auf Märchen und anderen phantastischen Stoffen. Trotzdem sind sie nicht ausschließlich als Kinderfilme zu verstehen, sondern durch ihre sozialkritischen und satirischen Untertöne auch an Erwachsene gerichtet.

## Leben
Edeltraud Engelhardt wuchs in Anhalt auf. Schon im Alter von vier Jahren begann sie, nach dem Vorbild ihres Märchenbuchs Scherenschnitte anzufertigen.
Sie besuchte das von ihrem Vater Heinrich Johannes Engelhardt gegründete „Internat zur Förderung begabter Kinder“ in Köthen. Nach dem Abitur wollte sie eine künstlerische Ausbildung beginnen, studierte aber auf Wunsch ihres Vaters Chemie an der Universität Jena. Nach ihrem Diplom wurde sie Assistentin an der Universität Jena und lernte dort ihren Ehemann kennen. Sie bekamen 1944 ihren ersten Sohn. 1945 zwang die US-Armee die Familie zum Umzug auf die Schwäbische Alb. Später zogen sie nach Frankfurt am Main, wo 1950 der zweite Sohn geboren wurde.
In dieser Zeit entdeckte Engelhardt ihr Hobby der Scherenschnitte wieder. Durch ein Schulprojekt ihres jüngeren Sohnes lernte sie Paul Sauerländer, den damaligen Besitzer des Frankfurter Chaplin-Archivs, kennen. Er war begeistert von ihren Scherenschnitten und ermutigte sie, daraus Animationsfilme zu machen.

## Filmisches Werk
Engelhardt richtete sich zu Hause ein Trickfilmstudio ein und begann mit der Arbeit an ihrem ersten Film, Perpetuum Mobile. Er wurde im Normal-8-Format gedreht. 1972 stellte sie den Film fertig und führte ihn auf Filmfestivals vor.
Im Laufe der folgenden Jahre professionalisierte Engelhardt ihre Ausrüstung. Inspiriert durch die Filme von Lotte Reiniger wandte sie sich Märchenfilmen zu. Sie verfilmte die Märchen Vom Fischer und seiner Frau von Philipp Otto Runge und Der Zwerg Nase von Wilhelm Hauff. Anders als Lotte Reiniger arbeitete Edeltraud Engelhardt nicht auf durchscheinendem Papier, sondern unmittelbar auf einer beleuchteten Glasplatte. Als sie den Film Von dem Fischer und siner Fru in einen Filmverleih geben wollte, stellte sich heraus, dass er sich nicht verlustfrei in ein taugliches Format übertragen ließ. So nahm sie den gesamten Film ein weiteres Mal als 16-mm-Film auf.
Engelhardt zeichnete Bewegungen nach physikalischen Berechnungen, sodass ihre Figuren für Scherenschnittanimationen ungewöhnlich realistisch wirken. Da sie eine statische Kamera verwendete, musste sie verschiedene Einstellungen simulieren, indem sie dieselben Figuren mehrmals in verschiedenen Größen ausschnitt. Der 27 Minuten lange Film Zwerg Nase besteht aus rund 32.000 Bildern. Die Kulisse für Zwerg Nase bildet die Stadt Frankfurt im frühen 19. Jahrhundert, also zur Zeit des Märchenschöpfers Wilhelm Hauff.

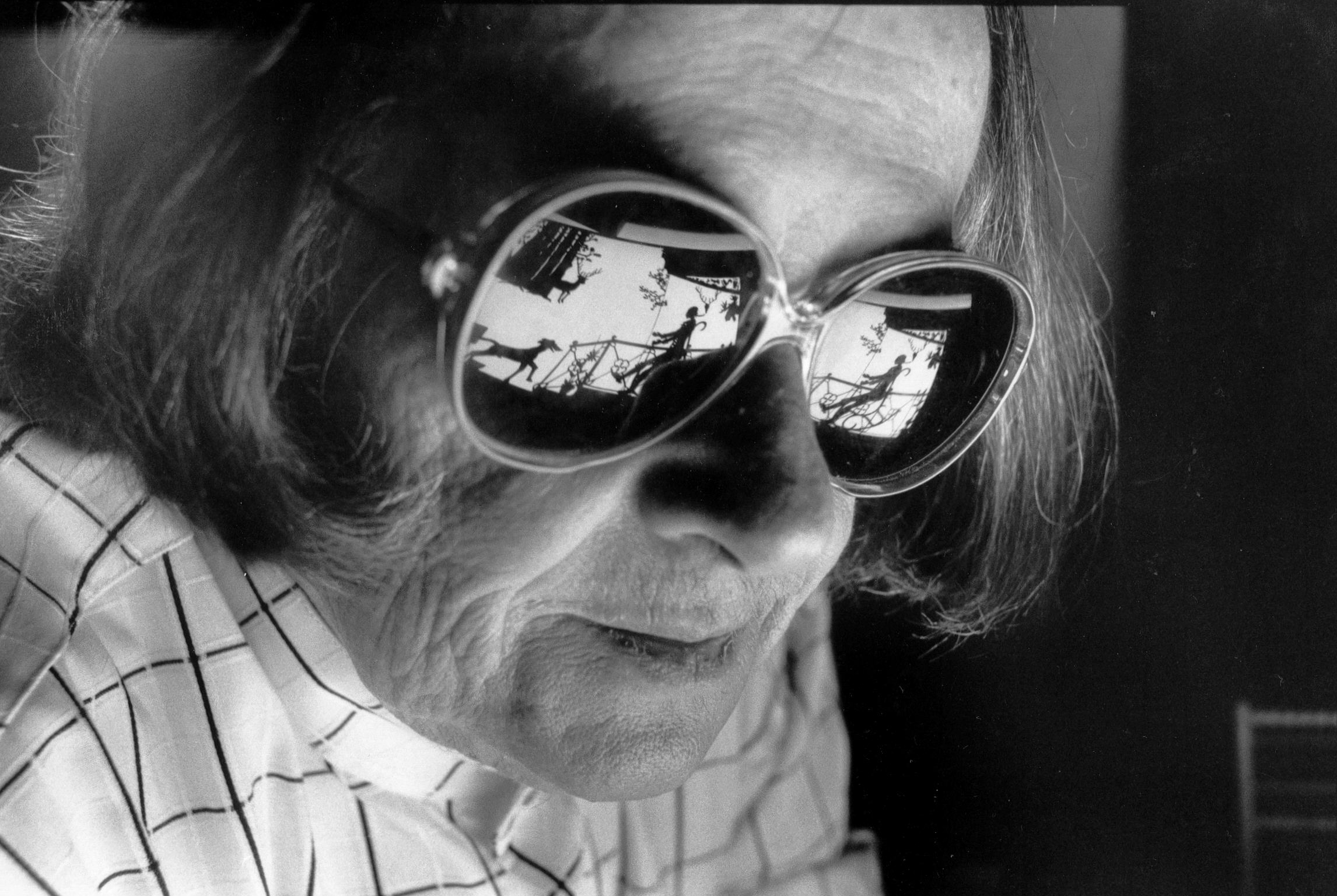
Bei den Dreharbeiten für Edeltraud Engelhardts Welt der Schatten

Engelhardts Filme sind im Stil des Stummfilms gestaltet. Sie haben Zwischentitel, aber keine Dialoge. Die Musik spielte Engelhardt selbst auf dem Cembalo ein. Sie verwendete unter anderem Musik von Giovanni Benedetto Platti, François Couperin und Jean-Philippe Rameau. Der Regisseur Rainer Kaufmann, damals noch Filmstudent, half ihr bei den Tonaufnahmen.
1997 drehte der Frankfurter Fotograf und Filmemacher Heiko Arendt gemeinsam mit Edeltraud Engelhardt einen Dokumentarfilm über sie und ihre Filmkunst, dessen Premiere sie noch erleben konnte. Sie starb ein Jahr später. Ihr ambitioniertestes Projekt, der Langfilm Münchhausen, blieb unvollendet.
Edeltraud Engelhardts filmischer Nachlass lagert im Filmarchiv des Deutschen Filminstituts in Wiesbaden. Durch private Spenden und die Unterstützung ihrer Familie konnten alle ihre Filme digitalisiert werden. Die digitalen Fassungen wurden erstmals 2015 auf dem 22. Internationalen Trickfilmfestival Stuttgart gezeigt. Inzwischen sind alle ihre Filme einschließlich der erhaltenen Fragmente des unfertigen Films Münchhausen auf DVD erhältlich.

## Filmografie
Als Animatorin und Regisseurin
- 1972: Perpetuum Mobile
- 1973: Äpfel
- 1975: Das Fest
- 1977: Von dem Fischer und siner Fru
- 1985: Zwerg Nase

Dokumentarfilm
- 1998: Edeltraud Engelhardts Welt der Schatten (Regie: Heiko Arendt)

## Bücher
- Faust uff Anhaltinisch, Stadtland, Frankfurt am Main 1993, ISBN 3-925773-01-0.